# Pöttyös gekkó

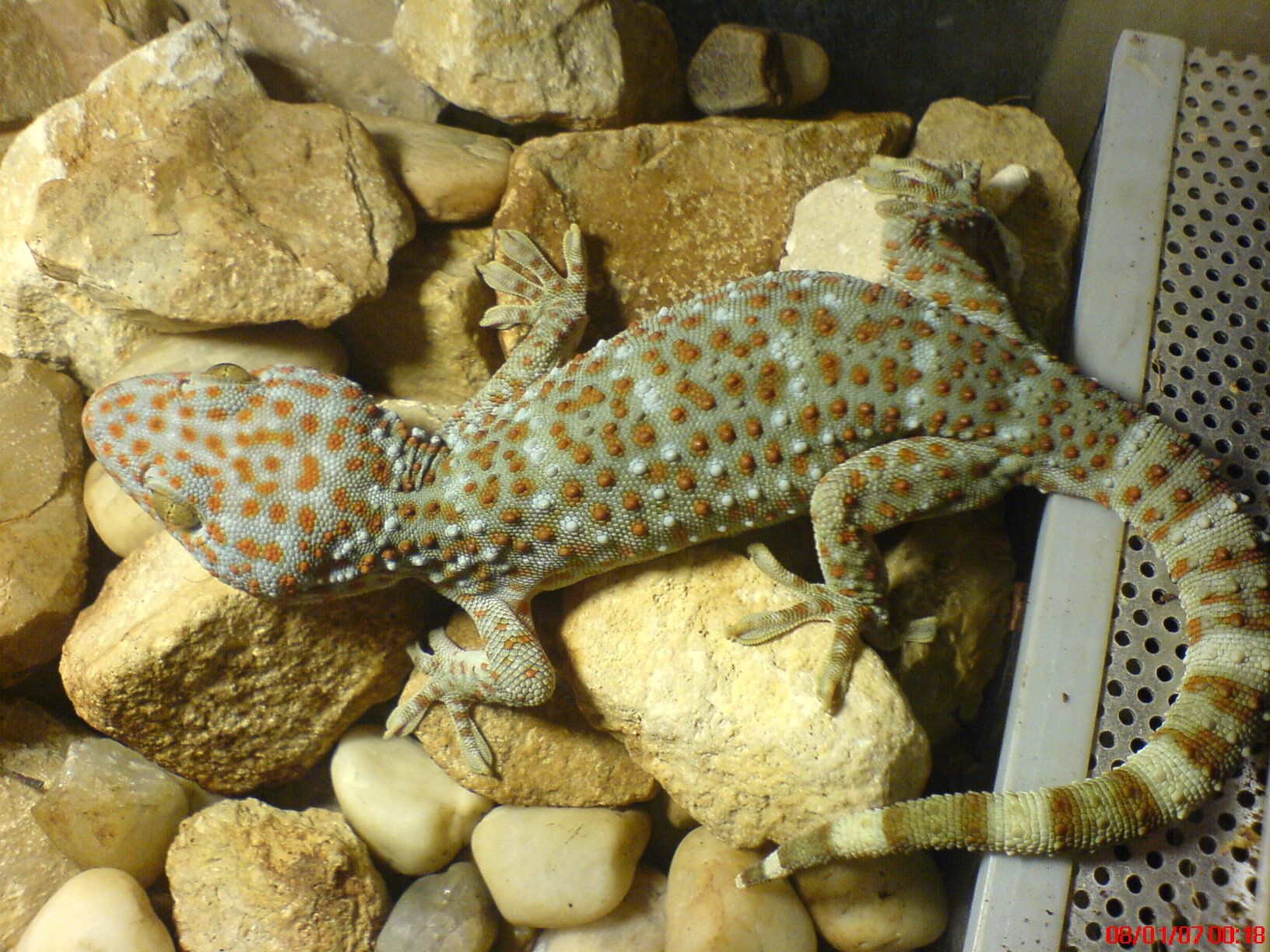

A pöttyös gekkó vagy más néven tokee-gekkó vagy röviden tokee (Gekko gecko) a hüllők (Reptilia) osztályába a gyíkok (Sauria) alrendjébe és a gekkófélék (Gekkonidae) családjába tartozó faj.

## Elterjedése, élőhelye
Bár Délkelet-Ázsiában (Indiától és Bangladestől keletre egészen Új-Guinea nyugati részéig ) őshonos, betelepítették Floridába, Texasba, Hawaii-ra és több karib-tengeri szigetre is.
Trópusi esőerdők lakója, sziklákon és fákon vadászik, de a településeken is megtalálható.

## Alfajai
Két alfaja ismert a Gekko gecko gecko és a Gekko gecko azhari. Ez utóbbi valamivel nagyobb és agresszívebb.

## Megjelenése
A tokee az egyik legnagyobb termetű gekkó faj, testhossza 18–36 cm. Testének színezete nagyon jellegzetes, más fajjal nemigen lehet összetéveszteni. Alapszíne kék (egyes egyedeknél szürkéskék, másoknál élénk kék), és egész testén rengeteg apró piros színű pötty látható. Erről kapta magyar nevét is.

## Életmódja
Éjszakai életmódot folytat, táplálékai elsősorban ízeltlábúak (tücskök, szöcskék, csótányok), de esetenként kisebb gerincesek is. A hím jellegzetes erős hangját főleg a párzási időszakban hallhatjuk, amely "to-kee"-nak hangzik.
Ha fenyegetve érzi magát, harapóssá válhat. Veszélyhelyzetben eldobhatja a farkát, amely néhány percig még mozog, így megzavarja a támadót. A farka nagyjából 3 hét alatt regenerálódik.

## Szaporodása
Magányos állat, a párzási időszakban azonban párokba áll és együtt védelmezik territóriumukat és tojásaikat. Fogságban is inkább egyedül, vagy párban érdemes tartani. A párzási időszak 3-4 hónapig tart, a nőstény havonta rak le 2 tojásból álló fészekaljakat. Az ovális tojásokat a nőstény szilárd felületekhez ragasztja. A magasabb hőmérsékleten fejlődő tojásokból hímek bújnak elő. 26-30 Celsius-fok körüli hőmérséklet szükséges a tojások fejlődéséhez, alacsonyabb hőmérsékleten később kelnek ki a kis gekkók. Fogságban akár 10-15 évig is élhetnek.

## Egyéb
Azt tartják róla, hogy szerencsét hoz annak, akinek a házába beköltözik. Egyes vidékeken megeszik, de a hagyományos kínai orvoslás figyelmét sem kerülte el, gyógyszerként is fogyasztják. Kedvelt, és viszonylag közönséges terráriumi állat. A magas páratartalom és hőmérséklet a terráriumi tartásának fontos feltétele.